# Ouhans
Ouhans ist eine französische Gemeinde mit 393 Einwohnern (Stand: 1. Januar 2022) im Département Doubs in der Region Bourgogne-Franche-Comté. Sie gehört zum Arrondissement Pontarlier und ist Mitglied im Gemeindeverband Communauté de communes entre Doubs et Loue. Die Bewohner werden Loups blancs und Louves blanches genannt.

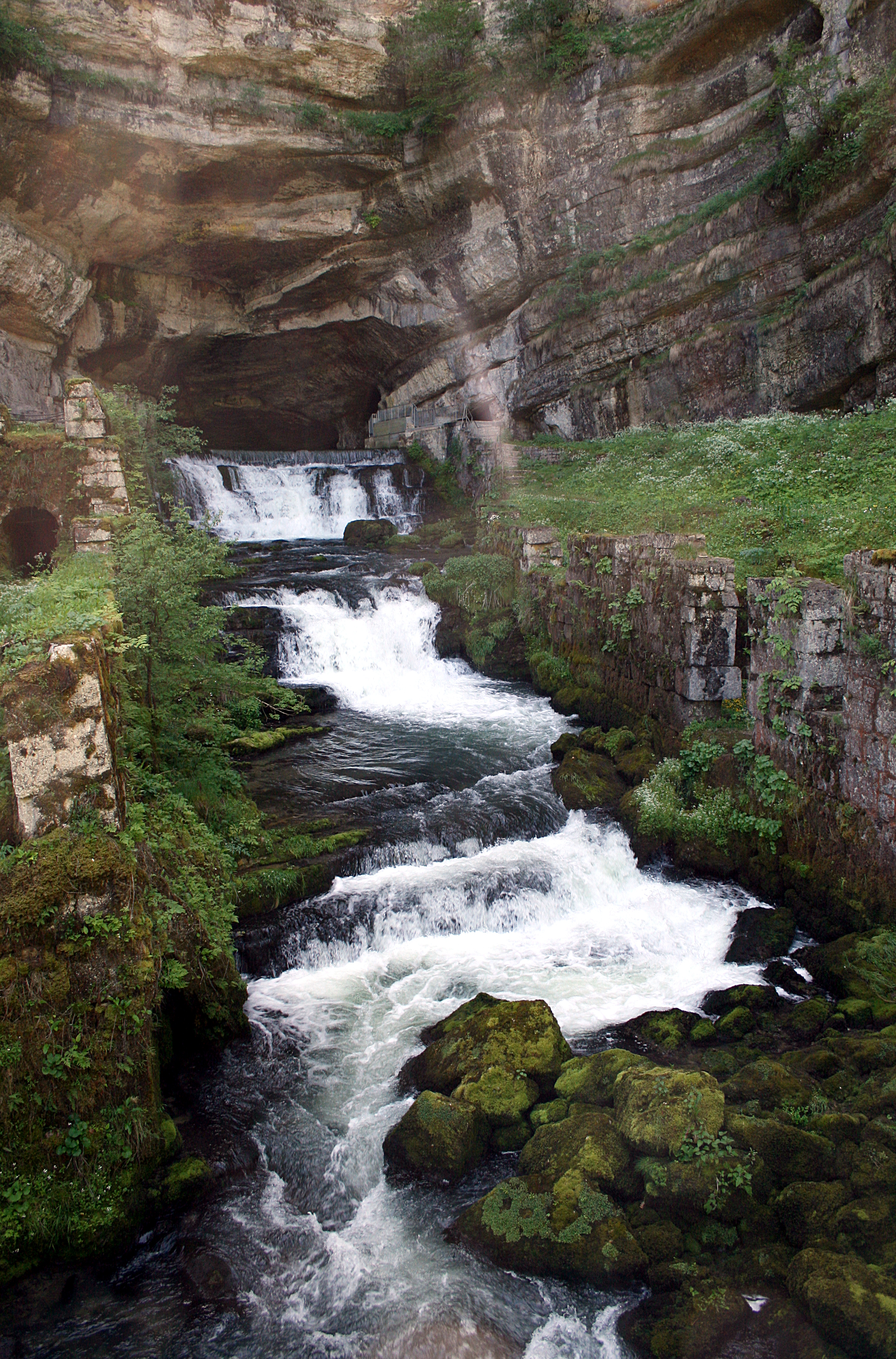
Der Source de la Loue

## Geographie

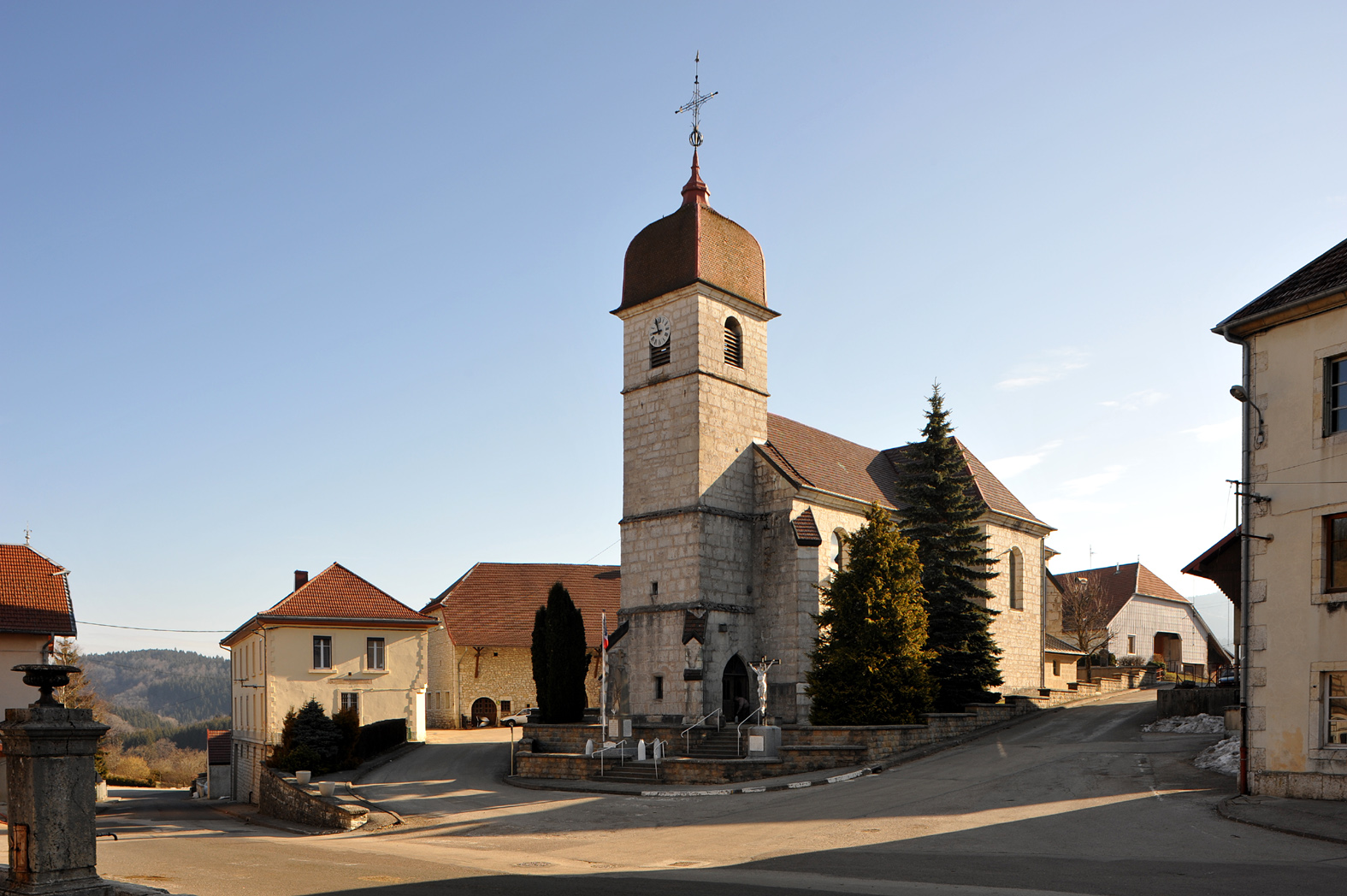
Kirche Saint-Maurice

Ouhans liegt auf 634 m, etwa zwölf Kilometer nordnordwestlich der Stadt Pontarlier (Luftlinie). Das Haufendorf erstreckt sich im Jura, in einem Talkessel eingetieft in das Hochplateau von Val d’Usiers, südlich der Karstquelle der Loue, am Nordfuß des Mont d’Usiers.
Die Fläche des 15,85 km² großen Gemeindegebiets umfasst einen Abschnitt des französischen Juras. Der zentrale Teil des Gebietes wird vom Talkessel von Ouhans eingenommen. Hier vereinigen sich mehrere Trockentäler, die einst von Quellbächen der Loue gebildet wurden. Sie sind in das durchschnittlich auf 700 m liegende und überwiegend von Wiesland bedeckte Hochplateau von Usiers eingesenkt. Nördlich von Ouhans vertieft sich das Trockental weiter und erreicht nach kurzer Zeit den Kessel, in dem die Loue mit einer stark schüttenden Karstquelle am Fuß einer rund 100 m hohen Felswand entspringt. Auch der obere Teil der Gorges de Nouailles, einer markanten, von der Loue geschaffenen, schmalen und rund 250 m tiefen Felsschlucht, gehört zu Ouhans.
Nach Osten erstreckt sich das Gemeindeareal über den bewaldeten Hang des Mont d’Usiers (880 m) bis auf den breiten Höhenrücken des Mont Pelé, einer Antiklinale des Faltenjuras. Hier wird mit 1045 m die höchste Erhebung von Ouhans erreicht. Außer dem obersten Abschnitt der Loue besitzt das gesamte Gebiet keine oberirdischen Fließgewässer, weil das Niederschlagswasser im verkarsteten Untergrund versickert.
Nachbargemeinden von Ouhans sind Renédale, Mouthier-Haute-Pierre, Aubonne und Saint-Gorgon-Main im Norden, La Chaux und Bugny im Osten, Val-d’Usiers im Süden sowie Évillers im Westen.

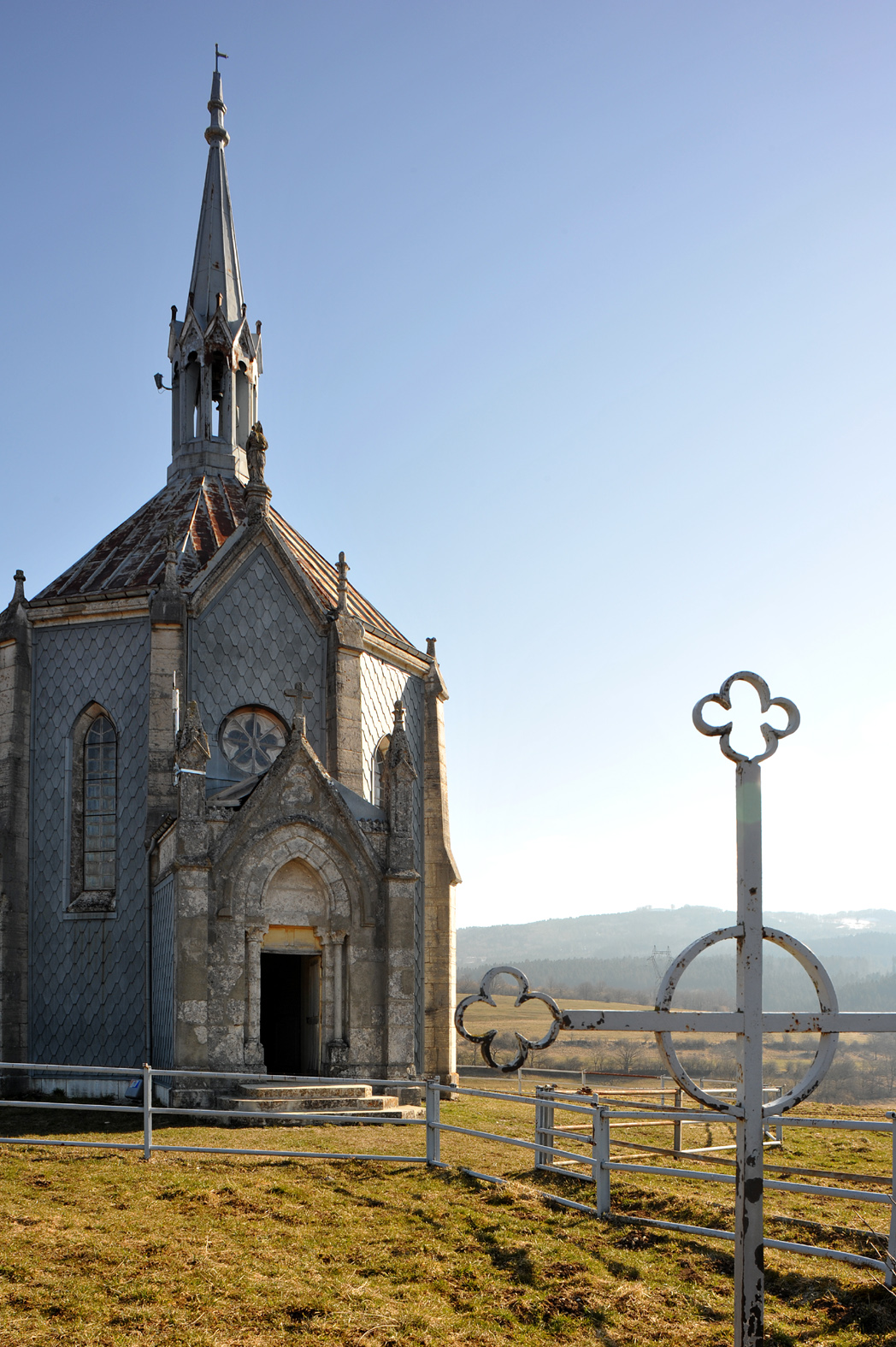
Kapelle Notre-Dame des Anges

## Geschichte
Im Mittelalter gehörte Ouhans zur Herrschaft Renédale. Zusammen mit der Franche-Comté gelangte das Dorf mit dem Frieden von Nimwegen 1678 an Frankreich.

## Sehenswürdigkeiten
Die Dorfkirche Saint-Maurice wurde 1720 an der Stelle eines Vorgängerbaus weitgehend neu erbaut. Von der ehemaligen gotischen Kirche aus dem 15. Jahrhundert sind der Portalbereich und Teile des Schiffs erhalten. Auf einem Hügel nordöstlich des Dorfes steht die Kapelle Notre-Dame des Anges. Im alten Ortskern sind einige Bauernhäuser im traditionellen Stil des Haut-Doubs aus dem 18. und 19. Jahrhundert erhalten. Zu den bedeutendsten Natursehenswürdigkeiten der Franche-Comté zählen die Source de la Loue und die anschließenden Gorges de Nouailles.

## Bevölkerung
| Jahr                       | 1962 | 1968 | 1975 | 1982 | 1990 | 1999 | 2016 |
| Einwohner                  | 293  | 286  | 264  | 269  | 287  | 334  | 375  |
| Quellen: Cassini und INSEE |      |      |      |      |      |      |      |

Mit 393 Einwohnern (Stand 1. Januar 2022) gehört Ouhans zu den kleinen Gemeinden des Départements Doubs. Nachdem die Einwohnerzahl in der ersten Hälfte des 20. Jahrhunderts markant abgenommen hatte (1881 wurden noch 502 Personen gezählt), wurde seit Beginn der 1980er Jahre wieder ein kontinuierliches Bevölkerungswachstum verzeichnet.

## Wirtschaft und Infrastruktur
Ouhans war bis weit ins 20. Jahrhundert hinein ein vorwiegend durch die Landwirtschaft, insbesondere Milchwirtschaft und Viehzucht, sowie durch die Forstwirtschaft geprägtes Dorf. Daneben gibt es heute einige Betriebe des lokalen Kleingewerbes, unter anderem eine Käserei und mehrere Handwerksbetriebe. Viele Erwerbstätige sind auch Wegpendler, die in den größeren Ortschaften der Umgebung ihrer Arbeit nachgehen.
Dank der Nähe der Source de la Loue, die jährlich rund 150.000 Besucher anzieht, profitiert Ouhans heute auch vom Fremdenverkehr.
Die Ortschaft liegt abseits der größeren Durchgangsstraßen, ist aber von der Hauptstraße N57, die von Besançon nach Pontarlier führt, leicht erreichbar. Weitere Straßenverbindungen bestehen mit Levier und Goux-les-Usiers.